# Хельге Лільєбйорн
Гельге Лільєбйорн (швед. Helge Liljebjörn, 16 серпня 1904 — 2 травня 1952) — шведський футболіст, що грав на позиції півзахисника. По завершенні ігрової кар'єри — тренер.
Виступав, зокрема, за клуб ГАІС, а також національну збірну Швеції.

## Клубна кар'єра
У дорослому футболі дебютував 1928 року виступами за команду клубу ГАІС, кольори якої і захищав протягом усієї своєї кар'єри гравця, що тривала десять років. Більшість часу, проведеного у складі ГАІСа, був основним гравцем команди.

## Виступи за збірну
У 1929 році дебютував в офіційних матчах у складі національної збірної Швеції. Протягом кар'єри у національній команді, яка тривала 7 років, провів у її формі 13 матчів.
У складі збірної був учасником чемпіонату світу 1934 року в Італії.

## Кар'єра тренера
Розпочав тренерську кар'єру, повернувшись до футболу після невеликої перерви, 1941 року, очоливши тренерський штаб клубу ГАІС. Досвід тренерської роботи обмежився цим клубом.
Помер 2 травня 1952 року на 48-му році життя.